# Dorota de Talleyrand-Périgord

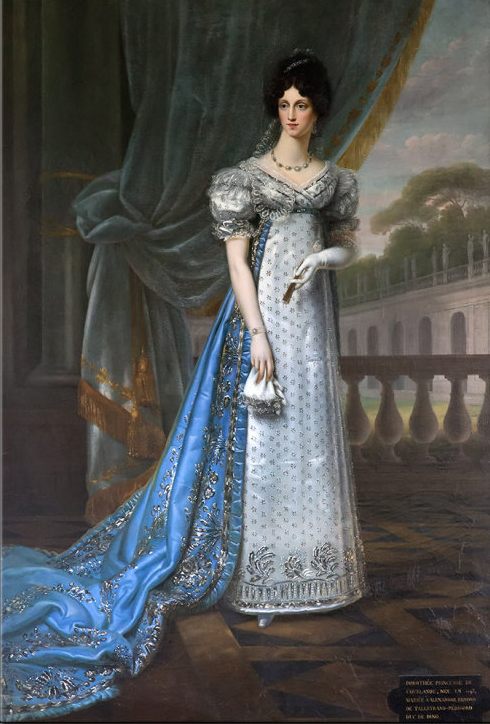
Dorota de Talleyrand-Périgord, księżna żagańska

Dorota de Talleyrand-Périgord (ur. 21 sierpnia 1793 w Berlinie, zm. 19 września 1862 w Żaganiu) – księżniczka kurlandzka, hrabina de Périgord (1809), księżna Dino (1817), księżna de Talleyrand (1838), księżna żagańska (1845), polityk, filantropka i mecenaska kultury.

## Życiorys
Urodziła się w Pałacu Friedrichsfelde w Berlinie jako czwarta córka Piotra Birona i Anny Charlotty Doroty von Medem, choć powszechnie uznaje się, że jej ojcem był Aleksander Batowski, polski dyplomata, z którym Dorota Biron miała wieloletni romans. Starszymi siostrami Doroty były Wilhelmina, Paulina oraz Joanna.
Po III rozbiorze Polski jej ojciec został zmuszony do odsprzedania Rosji księstwa Kurlandii za milion guldenów w złocie i kupił za to w Prusach księstwo żagańskie oraz inne dobra. Dorota otrzymała wtedy nieduży majątek Günthersdorf (obecnie Zatonie, dzielnica Zielonej Góry). Dorota wychowała się bez rodziców. Uczyła się pod okiem matki chrzestnej – księżnej Luizy Radziwiłł oraz nauczyciela Scypiona Piattoli, który wcześniej był królewskim sekretarzem Stanisława Augusta Poniatowskiego. To pod jego wpływem planowała wyjść za księcia Adama Czartoryskiego, jednak małżeństwo nie doszło do skutku.
Poślubienie swojego bratanka zaproponował jej matce Karol de Talleyrand-Périgord, książę Benewentu, minister spraw zagranicznych Francji pod rządami Napoleona Bonapartego. Pomysł poparł car Rosji Aleksander i 22 kwietnia 1809 roku we Frankfurcie nad Menem Dorota poślubiła Edmunda de Talleyrand.
W 1811 roku porzuciła wiarę protestancką i przeszła na katolicyzm.
Szybko została współpracownicą, prawą ręką i towarzyszką stryja jej męża, czyli Karola de Talleyrand-Périgord. W jego towarzystwie wkroczyła na najważniejsze salony Europy. Odegrała dużą rolę prowadząc sprawy Talleyranda podczas kongresu wiedeńskiego (1814–1815), podczas gdy jej siostra Wilhelmina działała na rzecz dyplomaty austriackiego Klemensa Metternicha. W 1817 król Obojga Sycylii w Neapolu nadał Talleyrandowi tytuł pierwszego księcia Dino, który ten przekazał swojemu bratankowi Edmundowi i jego małżonce Dorocie. Jawnie zdradzana przez męża utracjusza po kilku latach pożycia doprowadziła do sądownego rozdziału majątku (1818). W roku 1824 sąd ogłosił ich separację, a w 1830 rozwód.
Posiadając wielki zmysł dyplomatyczny, doskonałe wykształcenie, inteligencję i – podkreślany przez wielu – nieodparty urok osobisty, miała swój wkład w wiele negocjacji prowadzonych przez Karola de Talleyrand-Périgord, z którym związana była aż do jego śmierci w 1838 r. Odziedziczyła cały jego majątek wraz z tytułem książęcym Talleyrand de Périgord.

## Potomstwo
W małżeństwie z Edmundem de Talleyrand-Périgord (1809–1830) Dorota urodziła:
- Ludwika Napoleona (1811–1898)
- Dorotę Karolinę Emilę (1812–1814)
- Aleksandra Edmunda (1813–1894)

oraz córkę, której ojcem był prawdopodobnie jej kochanek, stryjeczny teść Karol de Talleyrand-Périgord:
- Józefinę Paulinę de Talleyrand-Périgord(inne języki) (1820–1890), żonę markiza Henryka de Castellane(inne języki), najstarszego syna marszałka Bonifacego de Castellane(inne języki). Para miała dwóje dzieci: córkę Marię Dorotę, żonę pruskiego generała Antoniego Radziwiłła oraz syna Antoniego(inne języki).

## Księżna Żagania
Po rozstaniu z mężem Dorota stała się „lwicą salonów paryskich”, ciągle była kobietą piękną i kokieteryjną. Po śmierci Talleyranda (1838) przeniosła się do swojej posiadłości w Zatoniu. Stamtąd odbywała liczne podróże, odwiedzając Moskwę, Berlin, Wiedeń i regularnie Paryż. W 1844 roku po długich sądowych sporach z synem starszej siostry Pauliny Konstantynem, uzyskała tytuł własności do księstwa, ale musiała mu przekazać odstępne, księstwo żagańskie. Wraz z tytułem własności otrzymała też od króla pruskiego Fryderyka Wilhelma IV tytuł książęcy z prawem dziedziczenia przez jej zstępnych. Tu prowadziła ożywioną działalność kulturalną i charytatywną, a jej pałace w Żaganiu i Zatoniu stały się istotnymi ośrodkami życia politycznego i kulturalnego w okolicy.
Szczególne znaczenie miała ona dla Żagania, który za czasów jej władania przeżywał okres swojego rozkwitu. Odnowiła pałac, którego nowo urządzone wnętrza gromadziły zainicjowaną przez jej ojca pokaźną kolekcję manuskryptów, rzeźb, obrazów i mebli. Stworzyła park krajobrazowy z kwiatami i drzewami różnych stref klimatycznych, który był chlubą regionu. Zbudowała szpital, utworzyła kilka szkół, odbudowała kościół i wieżę ratuszową. Sfinansowała budowę mostu kolejowego w mieście. Działała charytatywnie, nakazując np. rozdanie darmowej żywności w chudszych latach, tworzyła nowe miejsca pracy. Dzięki swojej działalności cieszyła się dużym poparciem wśród mieszkańców miasta.
Gościła wybitnych polityków i ludzi kultury. Bywali u niej m.in. król Fryderyk Wilhelm IV czy Ferenc Liszt, korespondowała m.in. z Chopinem i Aleksandrem Fredrą.

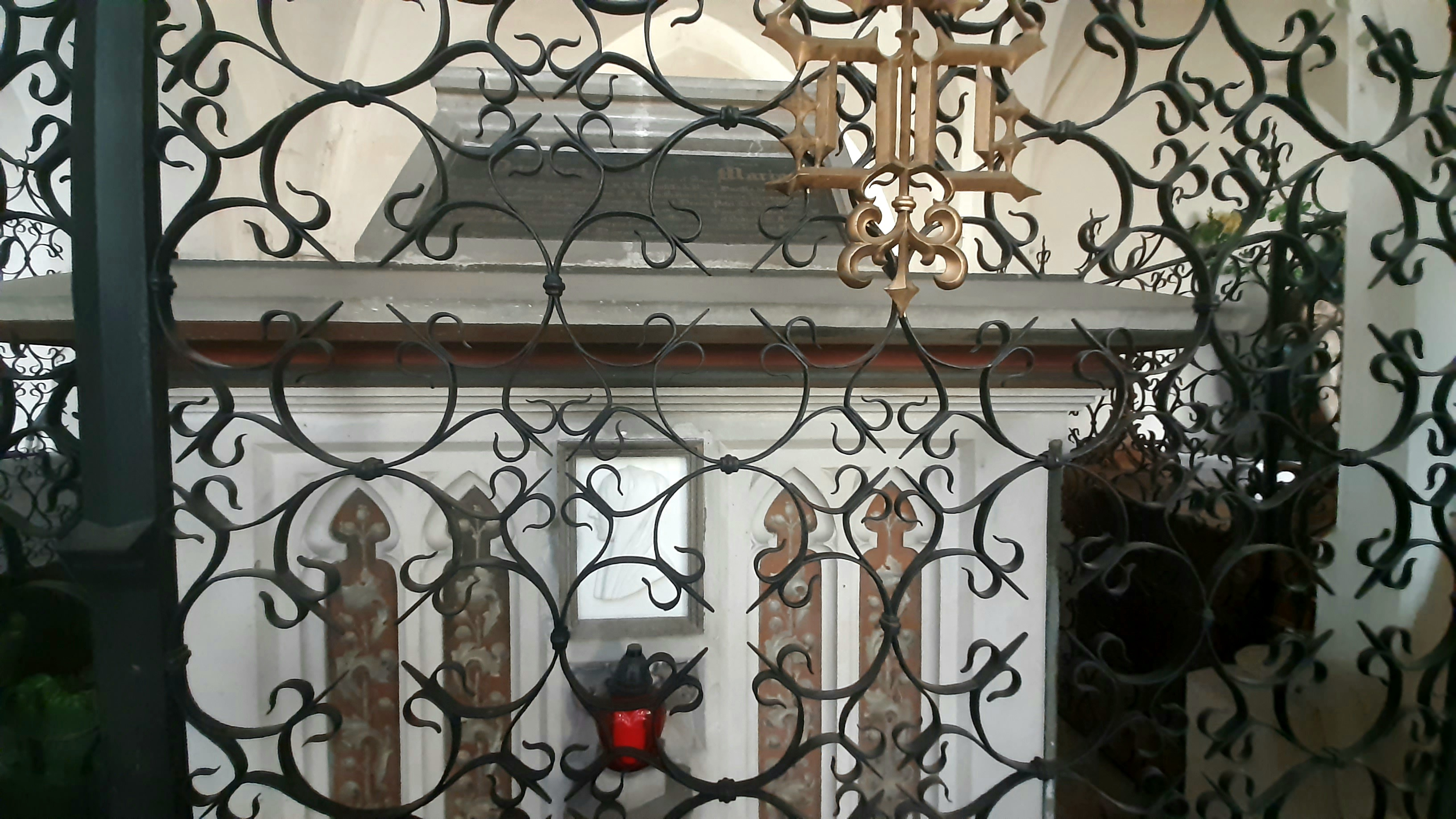
Grób księżnej Doroty w Mauzoleum Książąt Żagańskich

Dorota zmarła w 1862 roku po długiej i ciężkiej chorobie, w wyniku powikłań po wypadku jej powozu w drodze z Zatonia do Żagania. Na jej pogrzeb z terenu księstwa przybyło 10 tysięcy ludzi. W odróżnieniu od części swoich najbliższych nie spoczęła w rodzinnej krypcie Bironów protestanckiego kościoła łaski, a pochowana została w łacińskim kościele św. Krzyża, którego przebudowę na rodzinną nekropolię ufundowała w 1849 roku.